# Louis-Georges Carrier
Pour les articles homonymes, voir Carrier (homonymie).
Louis-Georges Carrier est un réalisateur québécois né le 25 juin 1927 à Détroit (Michigan), mort à Montréal le 2 ou le 12 décembre 2016.  

## Notice historique
Il est arrivé au Canada en 1933.[réf. nécessaire]

## Filmographie

### Comme réalisateur
- 1958 : Street to the World
- 1958 : Au bout de ma rue
- 1960 : Nomades
- 1960 : La Côte de sable (série télévisée)
- 1961 : Louis-Joseph Papineau: The Demi-God
- 1962 : Antigone
- 1966 : Le Misanthrope
- 1967 : La Vérité sur l'espionnage ("Monde parallèle, Le") (série télévisée)
- 1971 : Au retour des oies blanches (TV)
- 1972 : Double-sens
- 1972 : Le P'tit vient vite
- 1974 : Qui perd gagne (TV)
- 1977 : Tchin-Tchin
- 1980 : Aéroport: Jeux du hasard (TV)
- 1984 : Laurier (feuilleton TV)

### Comme scénariste
- 1958 : Street to the World .
- 1958 : Au bout de ma rue .
- 1966 : Ne ratez pas l'espion, comédie musicale[3].
- 1980 : Aéroport: Jeux du hasard (TV)
- 1984 : Laurier (feuilleton TV)

## Discographie
- Jacques Douai chante les Poètes contient : « Mortlaine », parole et musique de Louis-Georges Carrier, LP (INA, 1959), réédition CD EPM, 2002.

## Récompenses et nominations
- 1981 : Prix Victor-Morin